# آیدا هاستد هارپر
آیدا هاستد هارپر (انگلیسی: Ida Husted Harper؛ ۱۸ فوریه ۱۸۵۱ – ۱۴ مارس ۱۹۳۱) آموزگار، روزنامه‌نگار، سافراجت اهل ایالات متحده آمریکا بود.
وی یکی از شخصیت‌های برجسته در جنبش حق رای زنان ایالات متحده بود. او به عنوان یک نویسنده و روزنامه‌نگار در ابتدا برای تشویق جنبش حق رای زنان و حمایت از آرمان‌هایش نوشت.

## زندگی‌نامه
آیدا هاستد هارپر در فیرفیلد، ایندیانا متولد شد. پدر وی جان آرتور هاستد و مادرش کاساندرا استدارد بودند. وقتی که او ۱۰ ساله بود، خانواده اش برای یافتن مدرسه ای بهتر برای آموزش وی به مونسی، ایندیانا رفتند. هارپر در سال ۱۸۶۸ از دبیرستان فارغ‌التحصیل شد. پس از فارغ‌التحصیلی او وارد دانشگاه ایندیانا شد. سپس او از دانشگاه خارج شد و در مدرسه پرو، ایندیانا معلم شد. پس از گذشت بیش از یک سال در مدرسه، او پیشرفت کرد و معلم در دبیرستان (Opdycke) شد.
در ۲۸ دسامبر سال ۱۸۷۱، او با توماس ویناس هارپر ازدواج کرد، وی به عنوان وکیل موفق و سیاستمدار تبدیل شد. آن‌ها دارای یک دختر به نام وینفرد بودند. این زوج به زودی طلاق گرفت.

## فعالیت‌ها
هارپر یکی از اولین ستون‌نویسی اش را با ستون‌نویسی نشریه «زن» شروع به کار کرد. او همچنین در بسیاری از روزنامه‌های ایندیاناپولیس با نام مستعار مرد نوشت. او مقدار زیادی از زمان خود را به انتشار BLF مجله فومن لوکوموتی اختصاص داد. کار کردن برای این نشریه او را به عنوان سردبیر «اداره زنان» در سال ۱۸۸۴ تبدیل کرد.
در طی این دوران، هارپر جذب جنبش حق رأی زنان شد.
در سال ۱۸۸۷ او به سازماندهی یک انجمن حق رای زنان در ایندیانا کمک کرد و به عنوان وزیر امورخارجه خود مشغول به کار شد و در سال ۱۸۹۶ به انجمن ملی حق رای زنان پیوست و در آنجا به عنوان خبرنگار مشغول به کار شد؛ و در نهایت به عنوان یک مورخ جنبش فعالیت کرد. هارپر پس از جدایی از شوهرش، بلافاصله به عنوان سردبیر "Terre Haute Daily News" فعالیت کرد. او در این موقعیت مدت زیادی باقی نماند زیرا او معتقد بود که اگر آن‌ها نقل مکان کنند، دخترش وینفرد می‌تواند تحصیلات عالی را به دست آورد. هارپر به خاطر دخترش از سمت سر دبیری اش استعفا داد.

## جنبش حق رای زنان
هارپر و دخترش وارد دانشگاه استنفورد در کالیفرنیا شدند. بر خلاف دخترش او هرگز مدرک دریافت نکرد. سپس هارپر زمان خود را صرف کمک به جنبش حق رای زنان کرد. او با سوزان آنتونی در کنوانسیون ملی حقوق زنان آشنا شد و با او به فعالیت‌هایش ادامه داد. وی به زودی با نوشتن «تاریخچه جنبش حق رای زنان» با او همکاری کرد. هارپر توسط آنتونی به عنوان رئیس NAWSA انتخاب شد، که شامل سازماندهی روابط مطبوعاتی برای این انجمن بود. بعدها، رابطه آن‌ها با موفقیت ادامه یافت. هارپر با نویسندگی اش به آنتونی کمک می‌کرد. آنتونی گفت: «لحظه ای که من یک ایده را ارائه می‌دهم، هارپر آن را به یک جمله خوب تبدیل می‌کند، در حالی که من باید نیم ساعت برای ارائه آن تلاش کنم.» هارپر دو سال طول کشید تا یادداشت‌های آنتونی را به نگارش درآورد. این در نهایت منجر به نوشتن خاطرات زندگی سوزان آنتونی شد.
هارپر همچنین سردبیر فعال یک ستون زن در «نیویورک یکشنبه صبح» از ۱۸۹۹–۱۹۰۳ بود.
هارپر بعداً یک بیوگرافی مجاز و قابل توجهی از آنتونی را براساس روابط خود و آرشیوهای آنتونی منتشر کرد.  زندگی و کار سوزان آنتونی  در ۳ جلد بین ۱۸۹۸ و ۱۹۰۸ منتشر شد.